# Kharar
Kharar è una suddivisione dell'India, classificata come municipality, di 11.580 abitanti, situata nel distretto di Midnapore Ovest, nello stato federato del Bengala Occidentale. In base al numero di abitanti la città rientra nella classe IV (da 10.000 a 19.999 persone).

## Geografia fisica
La città è situata a 22° 41' 60 N e 87° 40' 60 E e ha un'altitudine di 5 m s.l.m..

## Società

### Evoluzione demografica
Al censimento del 2001 la popolazione di Kharar assommava a 11.580 persone, delle quali 5.879 maschi e 5.701 femmine. I bambini di età inferiore o uguale ai sei anni assommavano a 1.320, dei quali 670 maschi e 650 femmine. Infine, coloro che erano in grado di saper almeno leggere e scrivere erano 8.613, dei quali 4.767 maschi e 3.846 femmine.